# سد الهوارب
سد سليانة سدّ تونسي على وادي مرق الليل، يقع في ولاية القيروان، غرب قرية الهوارب.